# Mongolosaurus
Mongolosaurus („mongolský ještěr“) byl rod sauropodního dinosaura, který obýval území současné severozápadní Číny (autonomní oblast Vnitřní Mongolsko) v období spodní křídy (geologické stupně apt až alb, před 125 až 100 miliony let).

## Historie
Fosilie tohoto býložravého dinosaura objevili vědci v průběhu amerických expedic Přírodovědeckého muzea v New Yorku do pouště Gobi ve 20. letech 20. století. Expedici vedl Roy Chapman Andrews, fosilie formálně popsal později Charles Whitney Gilmore. Jediný objevený zub dostal označení AMNH 6710 (holotyp) a byl objeven v sedimentech souvrství On Gong. Patřil sauropodovi, který byl zřejmě příbuzný zástupcům čeledi Nemegtosauridae. Dnes je druh M. haplodon obvykle označován jako nomen dubium (pochybné vědecké jméno).

## Systematické zařazení
V roce 2023 byla publikována popisná studie k čínskému druhu Jiangxititan ganzhouensis, v níž byla vypracována i fylogenetická analýza. Ta určila právě rod Mongolosaurus jako sesterský taxon k novému druhu sauropoda a oba zařadila do kladu Lognkosauria.